# Comuna Drenovci, Vukovar-Srijem
Drenovci este o comună în cantonul Vukovar-Srijem, Croația, având o populație de 5.174 de locuitori (2011).

## Demografie
Componența etnică a comunei Drenovci
     Croați (87,05%)
     Bosniaci (6,8%)
     Sârbi (3,23%)
     Ruteni (1,24%)
     Necunoscut (0,31%)
     Neclasificat (0,83%)
Componența confesională a comunei Drenovci
     Catolici (87,67%)
     Musulmani (7,27%)
     Ortodocși (3,32%)
     Necunoscută (1,02%)
     Alte religii (0,72%)
Conform recensământului din 2011, comuna Drenovci avea 5.174 de locuitori. Din punct de vedere etnic, majoritatea locuitorilor (87,05%) erau croați, existând și minorități de bosniaci (6,8%), sârbi (3,23%) și ruteni (1,24%). Apartenența etnică nu este cunoscută în cazul a 0,31% din locuitori. Din punct de vedere confesional, majoritatea locuitorilor (87,67%) erau catolici, existând și minorități de musulmani (7,27%) și ortodocși (3,32%). Pentru 1,02% din locuitori nu este cunoscută apartenența confesională.